# Браслав (кнез)
Браслав је био кнез Панонских Словена, који је крајем 9. века (од око 884, до око 896. године) владао у Посавској кнежевини (југозападна Панонија) и суседним словенским областима у северној (прекодравској) Панонији под врховном франачком влашћу. Заједно са Францима, ратовао је против Морављана, а потом и против Мађара.
У изворима се Браславова земља назива: држава (краљевство) између Драве и Саве (лат. regnum inter Dravum et Savum). Браславова кнежевина је обухватала данашњу Славонију, Загорје, Покупље и Банију, а вероватно и источни део данашње Словеније, док се према Срему граничила са тадашњом Бугарском.
Браславова владавина обележена је опасношћу са севера, одакле је претио све јачи великоморавски кнез Сватоплук који је освојио некадашњу Коцељеву доњопанонску државу. Због тога се 884. године Браслав налази у Конигстадтену (код Тулна у данашњој Доњој Аустрији) како би се тамо поклонио цару Карлу III и са царем успоставио ближу сарадњу против Сватоплука, но тада се са царем помирио и Сватоплук.
Након Карлове абдикације (887), нови источнофраначки владар Арнулф Карантански предузима поход против Сватоплука, а на франачкој страни суделује и Браслав. Арнулф у тај рат позива и Мађаре који прелазе Карпате и помажу Францима у победи над Сватоплуком, а потом се враћају у своја подручја. Ипак, већ 896. године, присиљени бугарским нападима, прелазе поново Карпате и насељавају се у источном и ценралном делу Панонске низије, непосредно угрозивши и западне области. Тада Арнулф даје Браславу управу и над северном (прекодравском) Панонијом, но Браслав је не успева одбранити од Мађара, који избијају на границе његове кнежевине, врше продоре и преко ње предузимају походе све до Хрватске, па чак и до североистока данашње Италије. Претпотставља се да је убрзо након 896. године Браслав подлегао у сукобима са Мађарима. После његовог нестанка губи се државна посебност Посавске кнежевине и могуће је да је тада по први пут потпала под власт Мађара.
У делу хрватске националне историографије Браслав се традиционално сматра хрватским кнезом, не само по томе што је његова држава обухватала северне делове данашње Хрватске, већ и у етничком смислу, иако извори који сведоче о његовој владавини уопште не помињу хрватско име на тим просторима.